# 108 Hecuba
108 Hecuba (in italiano 108 Ecuba) è un piccolo e brillante asteroide della Fascia principale.
Orbita all'interno della Famiglia di asteroidi Igea, tuttavia non è imparentato in alcun modo con gli altri suoi membri poiché ha una differente composizione chimica, una miscela di silicati, nichel e ferro. I membri di questa famiglia sono, infatti, scuri asteroidi di tipo C.
Hecuba fu scoperto il 2 aprile 1869 da Karl Theodor Robert Luther dall'Osservatorio di Düsseldorf (situato nel distretto urbano di Bilk) in Germania, di cui era direttore dal 1851. Fu battezzato così in onore di Ecuba, moglie del Re Priamo nei miti legati alla Guerra di Troia.